# Sanne Huijbregts
Sanne Huijbregts (* 16. März 1992) ist eine niederländische Jazzmusikerin (Gesang, Vibraphon, auch Xylosynth, Komposition).

## Leben und Wirken
Huijbregts spielte in verschiedenen, von Peter Guidi geleiteten Jugend-Bigbands und besuchte das Junior Jazz College Programm des Conservatorium van Amsterdam. Noch als Schülerin erhielt sie Solistenpreise beim MeerJazz Festival und dem Prinses Christina Concours. Während ihres Bachelor-Studiums am Conservatorium van Amsterdam lernte sie den Gitarristen Eran Har Even kennen, mit dem sie die Band EvenSanne gründete. Als Duo veröffentlichten sie 2014 ihre erste CD Something So Sweet und erhielten 2016 den Keep an Eye Jazz Award. Von EvenSanne folgte das Album What If, das 2018 für einen Edison nominiert wurde.
Im Rahmen des European Jazz Masters Program studierte Huijbregts am Rytmisk Musikkonservatorium in Kopenhagen und am Jazz-Institut Berlin. Sie schrieb eine Abschlussarbeit über unbegleitete Vokalperformance, fügte Elektronik und Live-Looping zu ihrem musikalischen Arsenal hinzu und spielte vermehrt Soloauftritte.
Huijbregts entwirft ihr gesamtes Artwork selbst und führt bei ihren eigenen Videos Regie. Ihre Musik wirkt wie eine Traumlandschaft aus Loops, Lyrik und intimen Kompositionen. Neben ihrer Arbeit als Solokünstlerin und Bandleaderin tritt Huijbregts im Duo Knock on Wood mit dem Schlagzeuger und Perkussionisten Joost Lijbaart auf; auch war sie Gast des Spoken Saxophone Quartet, mit dem sie das Album Arctic Monsoon (2018) einspielte. Sie ist weiterhin auf Alben von Lluc Casares (Red 2015), Carlos López (Mandala 2016) und Laura Polence (Side by Side 2019) zu hören.